# Ektachrome
Ektachrome，或譯為埃克塔克罗姆，是柯达公司生产一系列彩色反转胶卷的产品商标。Ektachrome自从1940年代推出以来，存在许多种不同规格尺寸的胶片产品，从135底片至11×14寸大画幅页片尺寸均有生产。该款胶片拥有独特的成像色调，数十年来全世界许多风光、纪实摄影师都选用Ektachrome胶片作为拍摄载体，因此许多《国家地理杂志》的读者都能辨识出该款胶片拍摄出的照片。Ektachrome的感光度普遍高于作为竞争对手的Kodachrome（柯达克罗姆）胶卷，因此它可以拍摄到瞬间即逝的场景。Ektachrome的倒易律特性使得其在1/10000秒及以上的快门速度下保持感光均匀，无需添加色彩滤镜。

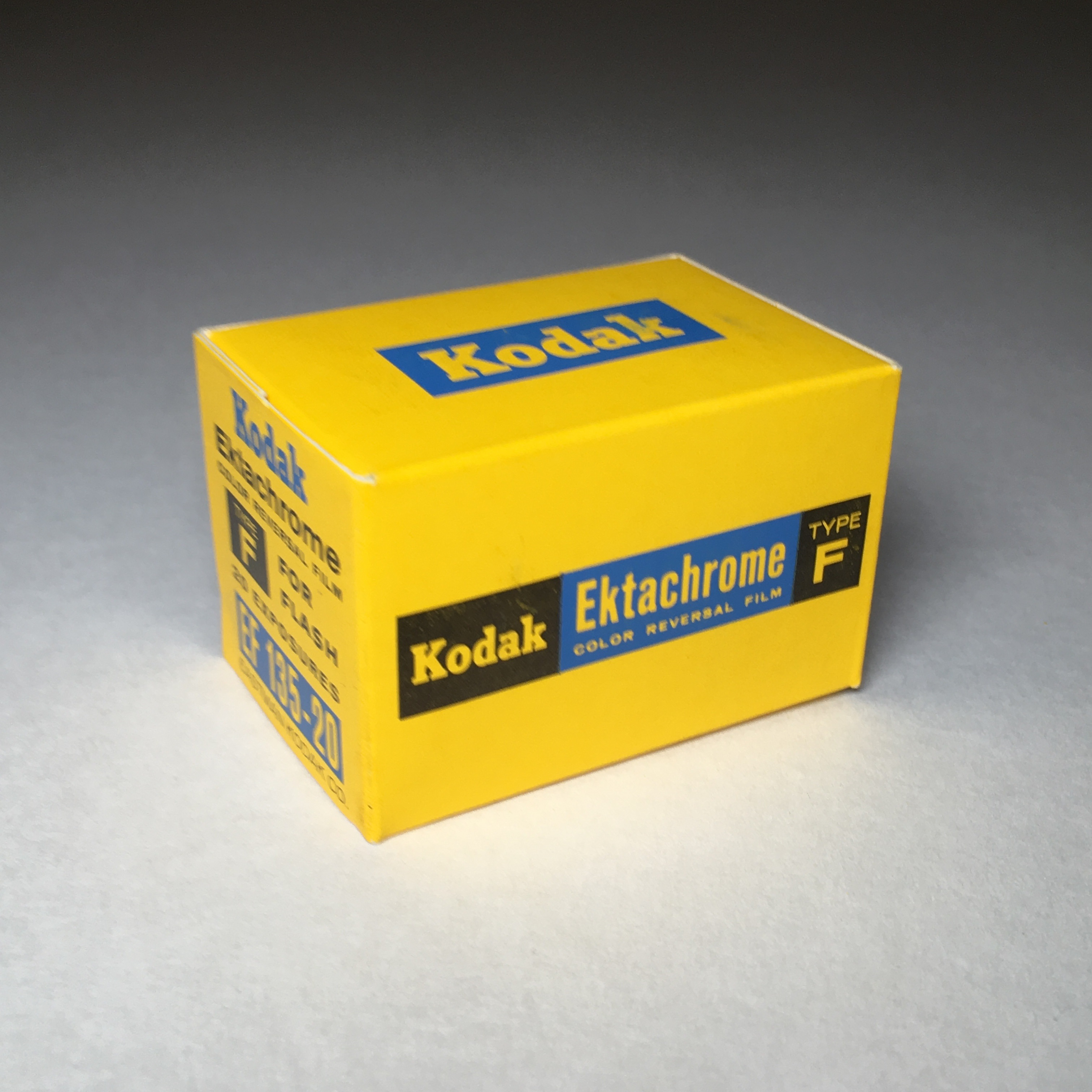
柯达 Ektachrome F 35mm彩色反转片，E-2冲洗工艺，保质期至：1963年2月

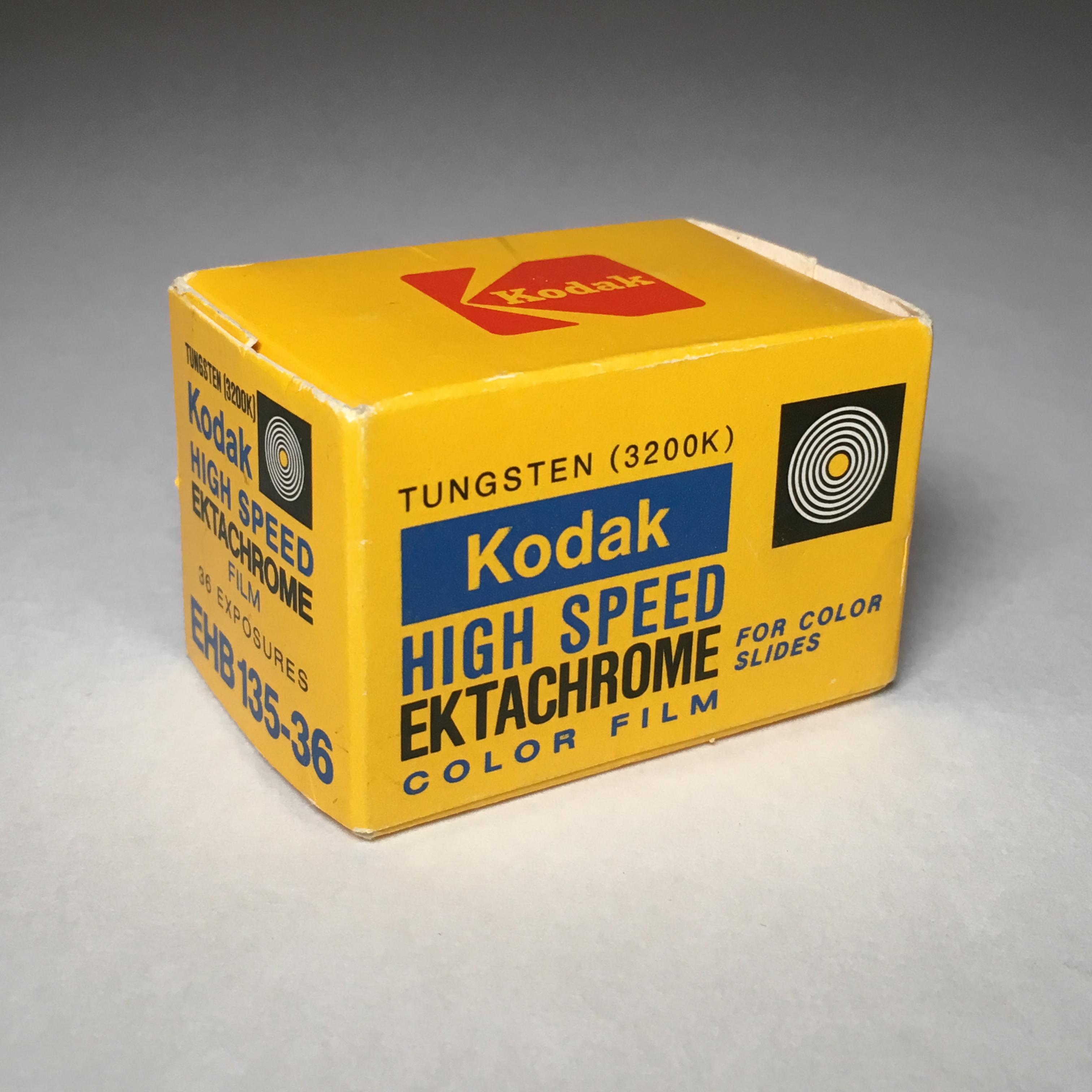
柯达High Speed Ektachrome 高速35mm胶片（保质期至：1970年代）

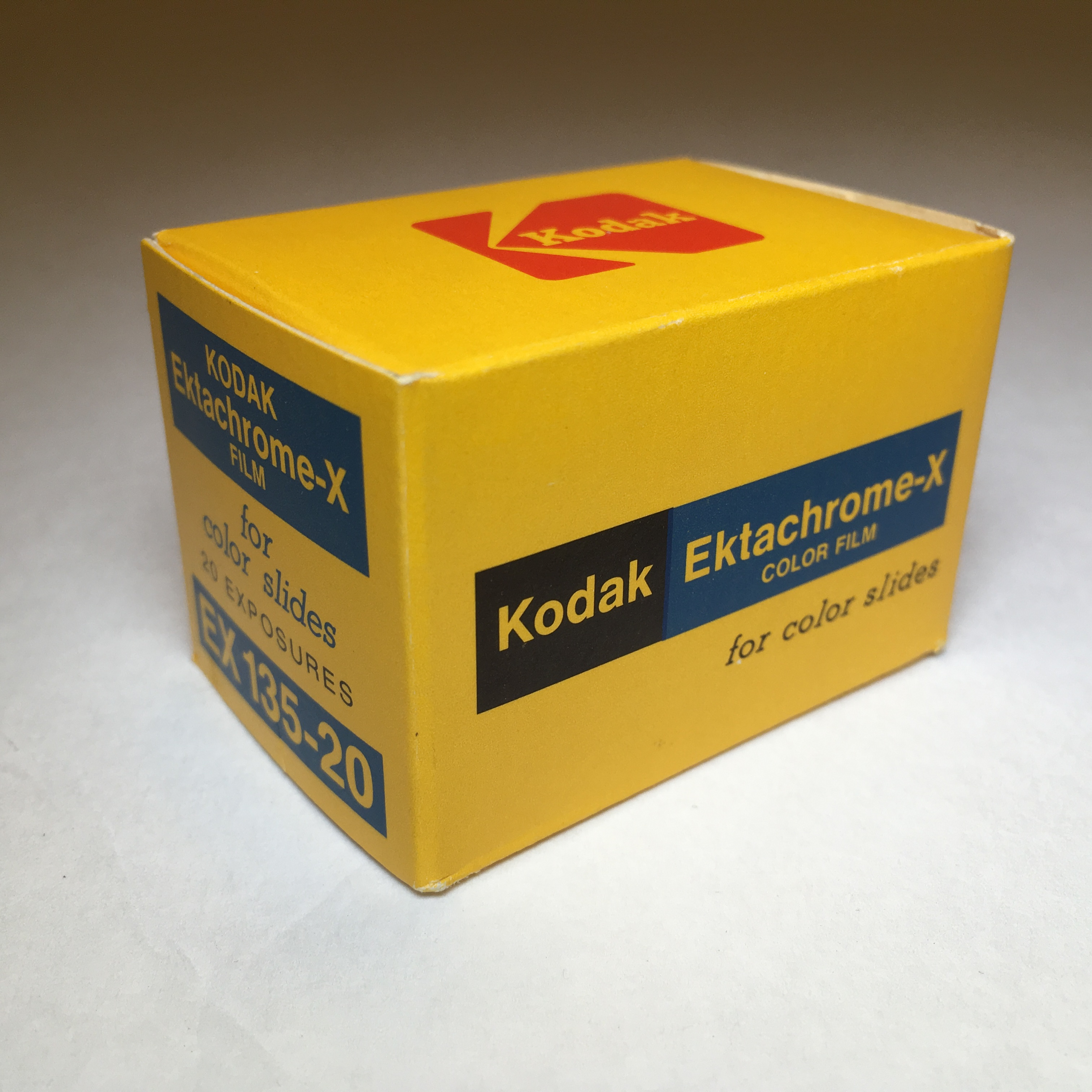
柯达 Ektachrome-X 胶卷

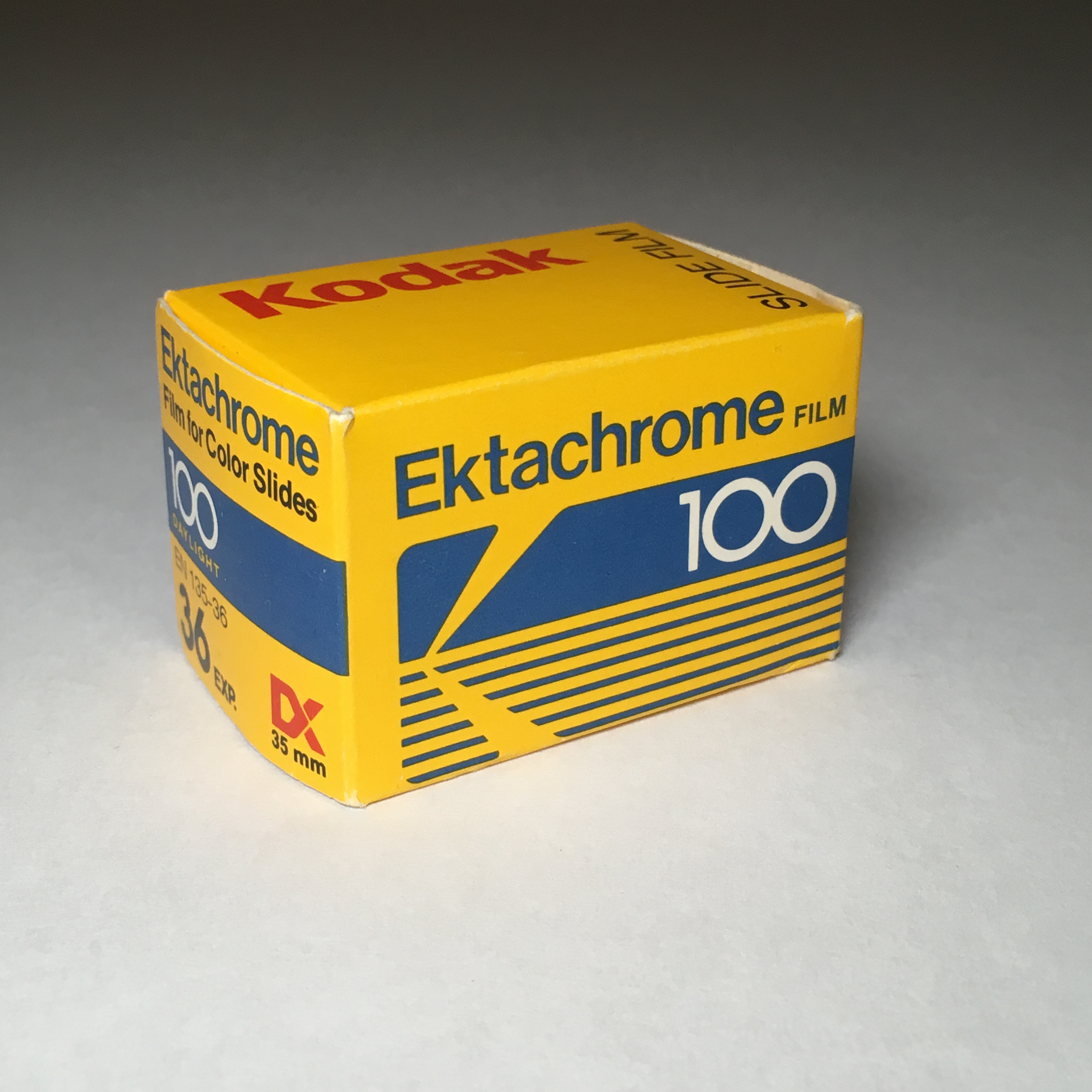
柯达 Ektachrome 100 35mm 彩色反转片

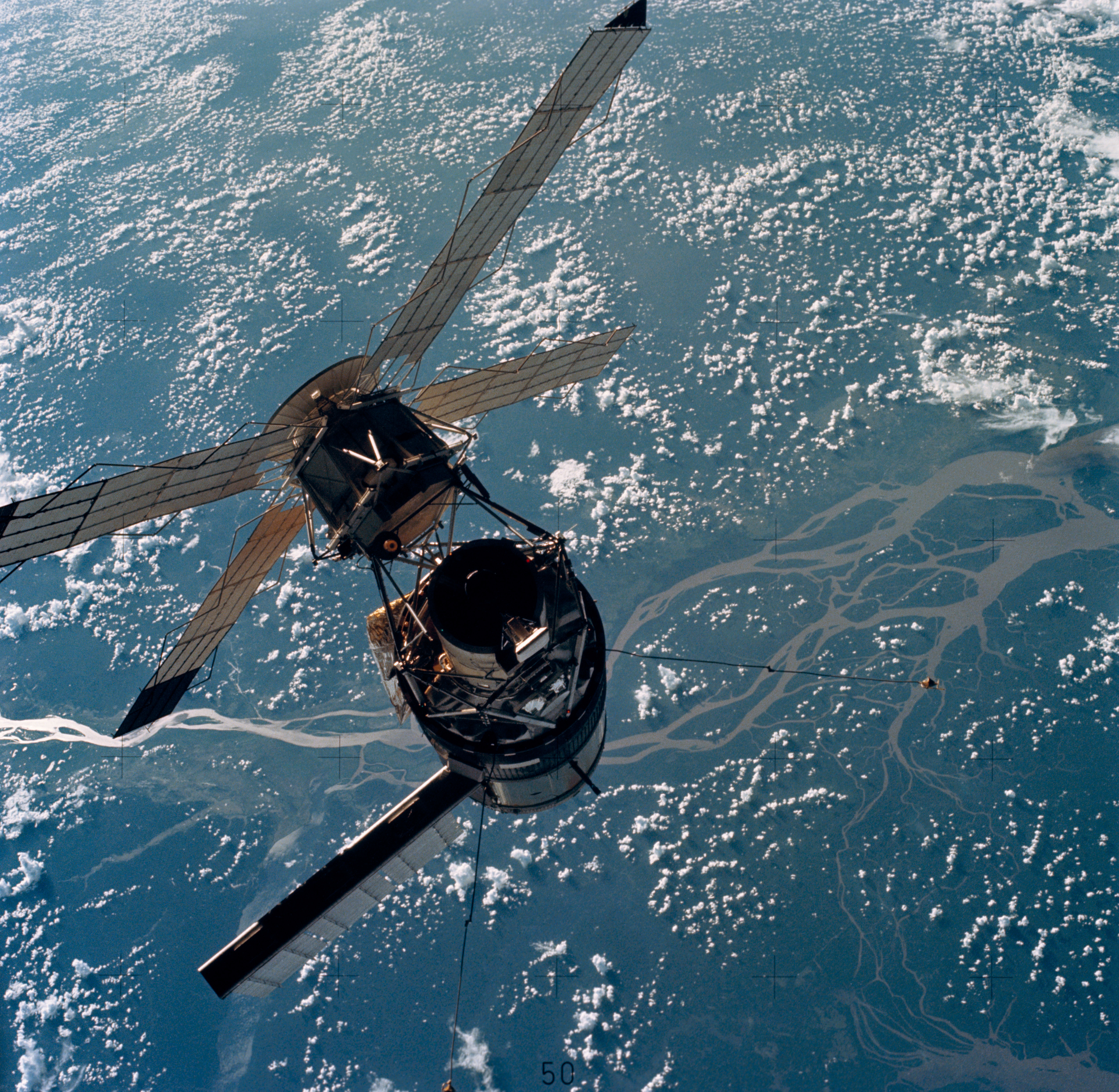
使用为NASA特制的70mm胶片后背哈苏500EL相机，搭载100mm镜头与SO-368中速Ektachrome胶卷拍摄的天空实验室

Ektachrome于1940年代推出最早的产品，该款胶卷的初衷是设计一款能让专业摄影师与业余爱好者们自行冲洗印相的彩色反转胶片。柯达曾经推出过许多尺寸的大画幅Ektachrome页片，作为Kodachrome的替代。在此之前，Kodachrome等外耦式彩色反转胶卷需要昂贵、复杂的冲洗工艺与配套设备，Ektachrome的冲洗条件相对而言更为简单。专业摄影师能够购买相对廉价的显影药水与冲洗设备，组建冲洗彩色反转片的小型暗房。自四十年代Ektachrome发明以来，其乳剂成分与所对应冲洗工艺不断改进，依次由最早的E-1工艺至现代完善的E-6冲洗工艺。目前市面上的Ektachrome彩色反转胶片需要使用E-6冲洗工艺完成显影，这一系列步骤能在小型冲洗店或个人摄影师使用稳定在38 °C（100 °F）的恒温水浴与隔光冲洗罐中完成。
Ektachrome曾经广泛用于电影拍摄，如1999年上映的战争电影《夺金三王》，2006年的《局内人》等。在这些电影中，制片方通过“正片反冲”的冲洗方式，使用原本用于彩色负片显影的C-41冲洗工艺冲洗Ektachrome，此举可以获得独特的色彩质地。
在Ektachrome系列最终被柯达公司停产的数年前，柯达推出了一系列以“Elite Chrome”为商标的彩色反转胶片。2009年末，柯达宣布由于销量下滑，将停产Ektachrome 64T（EPY）与Ektachrome 100 Plus（EPP）两款彩色反转胶片。两年后的2011年4月，柯达公司在官网上宣布其将停产Ektachrome 200高速彩色反转胶片；最后，柯达在2012年3月1日宣布计划在当年12月将现有的三款彩色反转胶片，包括电影拍摄用途的Ektachrome 100D全部停产。在2013年底，所有Ektachrome产品均已停产。
2018年9月25日，柯达宣布将会重新生产35mm尺寸的Ektachrome E100彩色反转胶片，而8mm与16mm电影胶片将会在稍晚时刻复产。